# Dermontti Dawson
Dermontti Farra Dawson (Lexington, 17 giugno 1965) è un ex giocatore di football americano statunitense nella National Football League.
Ha giocato tutta la carriera con i Pittsburgh Steelers ed è stato inserito nella Pro Football Hall of Fame nel 2012.

## Carriera professionistica

### Pittsburgh Steelers
Dawson fu scelto dagli Steelers nel secondo giro del Draft NFL 1988 e giocò nella linea offensiva insieme all'altro membro della Hall of Fame Mike Webster, a cui tolse il posto di centro titolare nella stagione successiva. È stato l'unico giocatore ad aver giocato le due più squilibrate partite della rivalità Browns–Steelers, giocando la sua prima partita da titolare con gli Steelers nella sconfitta 51-0 coi Cleveland Browns in casa (tuttora la peggior sconfitta della storia della franchigia) ma anche nella vittoria degli Steelers 43-0 sui Browns a Cleveland dieci anni, nella prima partita dei Browns dopo 4 anni.
Egli divenne presto uno dei giocatori più rispettati degli Steelers ed uno dei migliori della lega nella sua posizione. Il suo comportamento amichevole gli fece guadagnare il soprannome di Ned Flanders, come il personaggio dei Simpson.
Dawson fu convocato per 7 Pro Bowl consecutivi dal 1992 al 1998 e fu inserito 6 volte nella formazione ideale della stagione. Nel 1993 fu nominato (premio condiviso) miglior gioco della linea offensiva della AFC dall'Associazione Giocatori della NFL e nel 1996 fu nominato miglior giocatore della linea offensiva da NFL Alumni. Ha giocato in 170 consecutive, il secondo miglior risultato della storia degli Steelers, fino a che un grave infortunio al tendine del ginocchio lo costrinse a saltare 9 gare nel 1999 ed altre 7 nel 2000. Dawson fu svincolato dagli Steelers dopo la stagione 2000 in parte a causa degli infortuni e in parte per liberare spazio nel salary cap ma optò per ritirarsi piuttosto che giocare per un'altra squadra.
Anche se gli Steelers ufficialmente non ritirano i numeri, Pittsburgh non ha più concesso la maglia col numero 63 di Dawson dopo il suo ritiro. Dawson è stato inserito nella Pro Football Hall of Fame nel 2012.

## Palmarès
- (7) Pro Bowl (1992, 1993, 1994, 1995, 1996, 1997, 1998)
- (6) All-Pro (1993, 1994, 1995, 1996, 1997, 1998)
- Formazione ideale della NFL degli anni 1990
- Pro Football Hall of Fame (classe del 2012)